# Bons-en-Chablais
Bons-en-Chablais ist eine französische Gemeinde im Département Haute-Savoie in der Region Auvergne-Rhône-Alpes.

## Geographie
Bons-en-Chablais liegt auf 562 m, etwa auf halbem Weg zwischen Thonon-les-Bains und Annemasse, 15 Kilometer südwestlich der Stadt Thonon-les-Bains (Luftlinie). Das Dorf erstreckt sich im Bas-Chablais beiderseits des Foron, am Nordfuß des Höhenrückens Les Voirons.
Die Fläche des 19,09 km² großen Gemeindegebiets umfasst einen Abschnitt des Bas-Chablais und der angrenzenden Voralpen. Der nördliche Teil des Gemeindeareals liegt in einer breiten Niederung, die durch den Foron und seine Zuflüsse entwässert wird. Vom Genferseebecken ist Bons-en-Chablais jedoch durch den Höhenrücken des Mont de Boisy getrennt. Nach Süden erstreckt sich der Gemeindeboden über einen zunächst sanft, später steil ansteigenden Hang bis auf den dicht bewaldeten Kamm von Les Voirons, auf dem mit 1480 m die höchste Erhebung von Bons-en-Chablais erreicht wird.

### Gemeindegliederung
Zu Bons-en-Chablais gehören neben dem eigentlichen Dorfzentrum verschiedene weitere Dörfer und Weilersiedlungen. Von Norden nach Süden sind dies: 
- Le Loyer (542 m)
- Saint-Didier (550 m)
- Chez Moachon (548 m)
- Brens (577 m)
- Choulex (580 m)
- Langin (585 m)
- Chez les Blanc (606 m)
- Les Charmottes (670 m)
- Marclay (700 m)
- Les Granges (760 m)

Nachbargemeinden von Bons-en-Chablais sind Ballaison und Sciez im Norden, Lully, Fessy und Brenthonne im Osten, Saxel und Boëge im Süden sowie Saint-Cergues, Machilly und Loisin im Westen.

## Geschichte
Funde aus dem Neolithikum weisen auf eine sehr frühe Besiedlung des Gebietes um Bons-en-Chablais hin. Die erste urkundliche Erwähnung von Bons erfolgte im Jahre 1039. Vom Grafen von Langin erhielt der Ort 1663 das Recht, jährlich vier Märkte durchzuführen.
Die heutige Gemeinde entstand erst 1966, als die vorher selbständigen Gemeinden Bons, Brens und Saint-Didier fusionierten, wobei sich die neue Gemeinde fortan Bons-en-Chablais nannte.

## Sehenswürdigkeiten
Die Dorfkirche Saint-Pierre-et-Paul von Bons wurde von 1863 bis 1865 im neugotischen Stil erbaut. In Brens steht die neoklassizistische Kirche Saint-Maurice, die im 19. Jahrhundert unter Einbezug früherer Bauteile errichtet wurde. Die Kirche in Saint-Didier stammt ebenfalls aus dem 19. Jahrhundert. Auf einem Vorberg von Les Voirons erhebt sich die mittelalterliche Tour de Langin, ein restaurierter Turm, der einst zum Château de Langin gehörte (im 11. und 12. Jahrhundert erbaut). In Brens befindet sich das Château de Brens, das ursprünglich auf einen Bau des 13. Jahrhunderts zurückgeht.

## Bevölkerung
| Jahr                       | 1962 | 1968 | 1975 | 1982 | 1990 | 1999 |
| Einwohner                  | 1794 | 1920 | 2431 | 2781 | 3275 | 3980 |
| Quellen: Cassini und INSEE |      |      |      |      |      |      |

Mit 6120 Einwohnern (Stand 1. Januar 2022) gehört Bons-en-Chablais zu den mittelgroßen Gemeinden des Département Haute-Savoie. In den letzten Jahrzehnten wurde ein kontinuierliches starkes Wachstum der Einwohnerzahl verzeichnet. Die verschiedenen alten Dorfkerne sind mittlerweile durch Einfamilienhausquartiere fast zusammengewachsen.

## Wirtschaft und Infrastruktur
Bons-en-Chablais war bis weit ins 20. Jahrhundert hinein ein vorwiegend durch die Landwirtschaft geprägtes Dorf. Heute gibt es verschiedene Betriebe des lokalen Kleingewerbes sowie Bau- und Handelsfirmen. Nordwestlich der Gemeinde hat sich seit 1966 eine abgeschlossene Industrie- und Gewerbezone entwickelt. Zahlreiche Erwerbstätige sind Wegpendler, die im Agglomerationsgebiet Genf-Annemasse oder in Thonon-les-Bains ihrer Arbeit nachgehen.
Die Ortschaft liegt an der Verbindungsstraße D903, die von Saint-Cergues direkt nach Thonon-les-Bains führt. Weitere Straßenverbindungen bestehen mit Ballaison und über den Col de Saxel mit Boëge. Im Weiteren wird das Gebiet von der Bahnlinie Annemasse–Thonon-les-Bains gequert; der Bahnhof befindet sich bei Saint-Didier.